# Grube Elisabeth I.

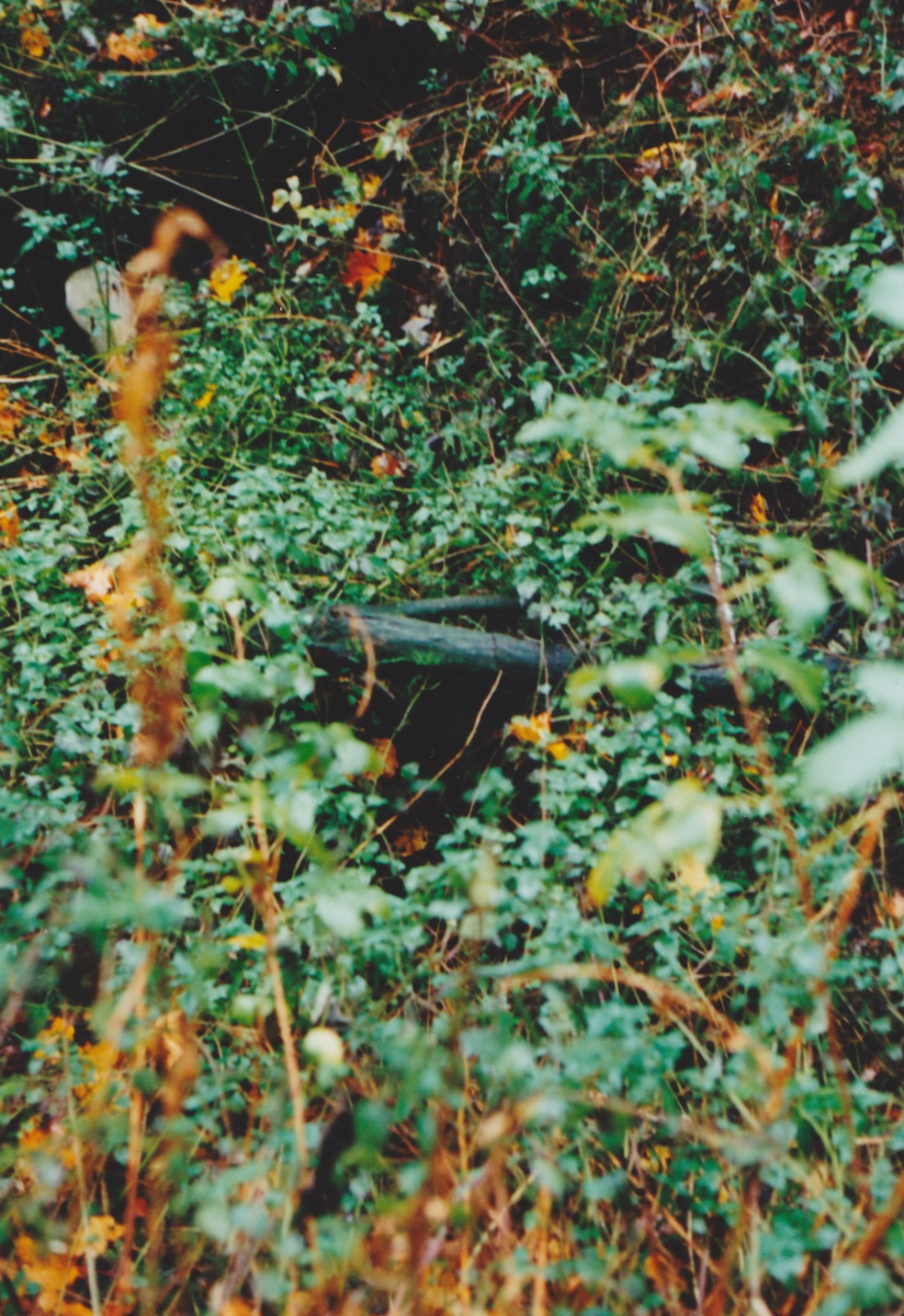
Verbrochener Förderschacht der Grube Elisabeth

Die Grube Elisabeth I. war eine der wenigen Manganerz-Gruben im Sauerland, nahe der Ortschaft Rösenbeck gelegen. Der Abbau der Eisen-Manganerze fand hier von 1918 bis 1936 und von 1943 bis zum Ende des Zweiten Weltkrieges statt.

## Geschichte
Manganerze wurden im nordöstlichen Sauerland seit dem 18. Jahrhundert abgebaut. Kleine Pingenzüge, die östlich des Rösenbecker Friedhofes gelegen sind, zeugen von frühen Bergbauversuchen auf Mangan. Nordwestlich von Madfeld findet sich in den Berechtsamsakten Hinweise auf einen 15 m tiefen Versuchsschacht im ehemaligen Bergwerksfeld Antonius, verliehen am 26. Juni 1918. Hinweise auf einem kleinen, uneffektiven Versuchsbergwerk, der allerdings insgesamt als Misserfolg eingeschätzt wurde.
Die Suche nach Manganerzen wurde in den ersten Jahrzehnten des 20. Jahrhunderts verstärkt, nachdem man die Bedeutung von Mangan zur Edelstahlherstellung entdeckte. In dieser Zeit wurden in der Umgebung von Madfeld - Rösenbeck zahlreiche Bergwerksfelder auf Mangan verliehen: Elisabeth I. (1896), Ludendorff (k. A.), Sophienstollen (1913), Luise (1917) und Antonius (1918).

## Betriebszeit der Grube Elisabeth I.
Die Manganvererzung, die in der Grube Elisabeth I abgebaut wurde, ist an eine intensive tektonische Störungszone in oberdevonischen und unterkarbonischen Tonschiefern und Kalksteinen zwischen zwei Überschiebungsbahnen in der Rösenbecker Mulde gebunden.
Das unregelmäßig ausgebildete Erzlager fällt mit 10 bis 50° ein und ist durchschnittlich 2 bis 3 m, seltener bis zu 20 m mächtig. Die stückigen, eisenhaltige Manganerze, die in einer tonigen Grundmasse eingebettet sind, bestehen hauptsächlich aus einer Mineralparagenese aus Pyrolusit, Goethit und Limonit. Die Reicherzpartien wiesen maximale Eisengehalte von 30 % und Mangangehalte von 20 % auf. Die Grube Elisabeth I. wurde in den Jahren 1918 bis 1922 mit Hilfe von Schürfschächten erschlossen. Die Vererzung war im Bereich der tektonischen Störungen und als nesterförmige Anreicherung in den Kulmkieselkalken ausgebildet.
Nachdem von 1922 bis 1936 rund 7000 t Erz gewonnen wurden, gab man den Betrieb der Grube Elisabeth I 1936 vorerst wegen geringer Ergiebigkeit auf. Der Betrieb wurde 1944 im Zuge der Verknappung der Rohstoffe wieder aufgenommen. Geologische und lagerstättenkundliche Untersuchungen sowie Vorratsberechnungen wurden von Werner Paeckelmann und Kurt Fritz im September 1944 im Auftrag des Reichsamtes für Bodenforschung durchgeführt. Nach diesen Berechnungen war davon auszugehen, dass noch ein linsenförmiger Erzkörper mit rund 50.000 t eisenhaltigem Manganerz abgebaut werden kann. Die erneute Vorrichtung des Bergwerks begann 1943 mit dem Abteufen eines 43 m tiefen Hauptförderschachtes. Das Grubengebäude erstreckte sich ab 1944 über drei Sohlen: der Lagersohle (20 m), der Fördersohle (34 m) und der Wasserstollensohle (56 m). Nach dem Ende des Zweiten Weltkrieges wurde der Betrieb eingestellt und 1948 die Förderschächte und der Wetterschacht mit Bergematerial verfüllt, das heute z. T. nachgefallen ist.

## Erzgenese
Die Eisen-Mangan-Vererzung wurde aus deszendenten (absteigenden) Erzlösungen während des Tertiärs (Oligozän bis Miozän) gebildet. Primär entstammen die Eisen- und Manganverbindungen aus den unterkarbonischen Gesteinen, die primär einen höheren Eisen- und Mangangehalt besaßen. Während der tiefgründigen tertiären Verwitterung wurden diese Verbindungen gelöst und erneut in tektonisch, stark zerrüttenden Zonen in die Tiefe transportiert und erneut konzentriert ausgeschieden.